# Bifaç

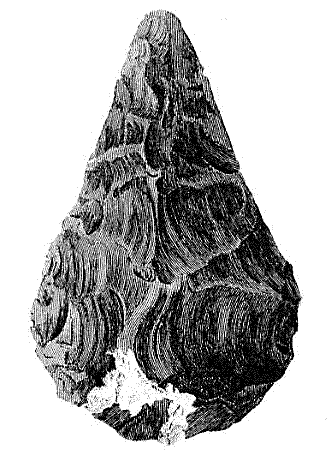
Primer bifaç publicat a la història de l'Arqueologia, per John Frere (any 1800)

El bifaç o destral de mà és el tipus d'eina lítica que apareix en el registre fòssil fa 1.4 milions d'anys. El bifaç, a diferència dels còdols tallats d'Olduvai (creats per Homo habilis i australopitecs), tenen una forma i simetria acuradament estudiada.
Es tracta de nuclis de roca (basalt, sílex, quarsita, calcària...) que van ser colpejats fins a afilar les seves vores i donar-los una forma característica bàsica punxeguda per un extrem i arrodonida en l'extrem oposat, aconseguint però diferents morfologies finals, alguns són piriformes, d'altres ovalats, i d'altres, anomenats fenedors, tenen el tall recte.
Les vores afilades s'obtenien colpejant el nucli de roca amb una altra pedra o precursor, d'aquesta manera se n'anaven extraient làmines del nucli fins que se li havia aconseguit donar la forma. Aleshores amb un perecursor més tou i donant cops amb un angle i força precisos, s'anaven fent saltar làmines primes de roca per anar aprimant el bifaç i donar-li la forma final.
Aquests bifaços s'utilitzaven sobretot per a les matances i l'esquarterament i aprofitament de la carn dels animals.
Durant més d'un milió d'anys van romandre sense canvis com als utensilis lítics més avançats de tots els disponibles. Els bifaços són l'eina més estesa i perdurable de tota l'evolució humana.

## Elaboració de bifaç
Primer colpejaven la vora de la pedra per donar-li la forma apropiada, a continuació, amb un percussor de pedra s'aconseguia el perfil tallant per tots dos costats. Per acabar, amb un percussor de banya o os, afilaven les vores perquè pogués tallar millor.
| Siluetes de bifaç |                   |                   |                   |                  |
| Bifaç triangular  | Bifaç amigdaloide | Bifaç cordiforme  | Bifaç lanceolat   | Bifaç micoquienc |
| Bifaç triangular  | Bifaç amigdaloide | Bifaç cordiforme  | Bifaç lanceolat   | Bifaç micoquienc |
| Bifaç discoide    | Bifaç ovoide      | Bifaç el·líptic   | Bifaç naviforme   | Bifaç losàngic   |
| Bifaç discoide    | Bifaç ovoide      | Bifaç el·líptic   | Bifaç naviforme   | Bifaç losàngic   |
| Bifaç fenedor     | Bifaç espatulat   | Bifaç abbevillenc | Bifaç nucleïforme | altres           |
| Bifaç fenedor     | Bifaç espatulat   | Bifaç abbevillenc | Bifaç nucleïforme | altres           |